# La Cadena, Veracruz
La Cadena är en ort i Mexiko.   Den ligger i kommunen Papantla och delstaten Veracruz, i den sydöstra delen av landet, 230 km nordost om huvudstaden Mexico City. La Cadena ligger 93 meter över havet och antalet invånare är 202.
Terrängen runt La Cadena är platt, och sluttar norrut. Runt La Cadena är det ganska tätbefolkat, med 179 invånare per kvadratkilometer. Närmaste större samhälle är Papantla de Olarte, 13,9 km sydväst om La Cadena. Trakten runt La Cadena består till största delen av jordbruksmark.